# Vadim Berezinski
Vadim Lvovitch Berezinski (en russe : Вадим Львович Березинский), né le 15 juillet 1935 à Kiev et mort le 23 juin 1980 à Moscou, est un physicien soviétique.

## Biographie
Diplômé de l'université d'État de Moscou en 1959, il est célèbre pour avoir mis en évidence le rôle joué par les défauts topologiques dans la phase basse température de systèmes bidimensionnels possédant une symétrie continue. Son travail a conduit à la découverte de la transition Berezinski-Kosterlitz-Thouless, pour laquelle John M. Kosterlitz et David J. Thouless recevront le Prix Nobel de physique en 2016.